# Stazione di Hackescher Markt
La stazione di Hackescher Markt è una fermata ferroviaria posta sulla Stadtbahn di Berlino; è servita dai soli treni della S-Bahn.
La stazione è posta sotto tutela monumentale (Denkmalschutz).

## Storia
La stazione venne costruita dal 1878 al 1882 come parte della Stadtbahn, la ferrovia che attraversa da ovest a est l'intera città. Il fabbricato viaggiatori fu costruito su progetto di Johannes Vollmer.

## Movimento
La fermata è servita dalle linee S 3, S 5, S 7 e S 9 della S-Bahn.

## Interscambi
- Fermata tram (S Hackescher Markt, linee M1, M4, M5 e M6)[4]